# Henri Verbrugghen

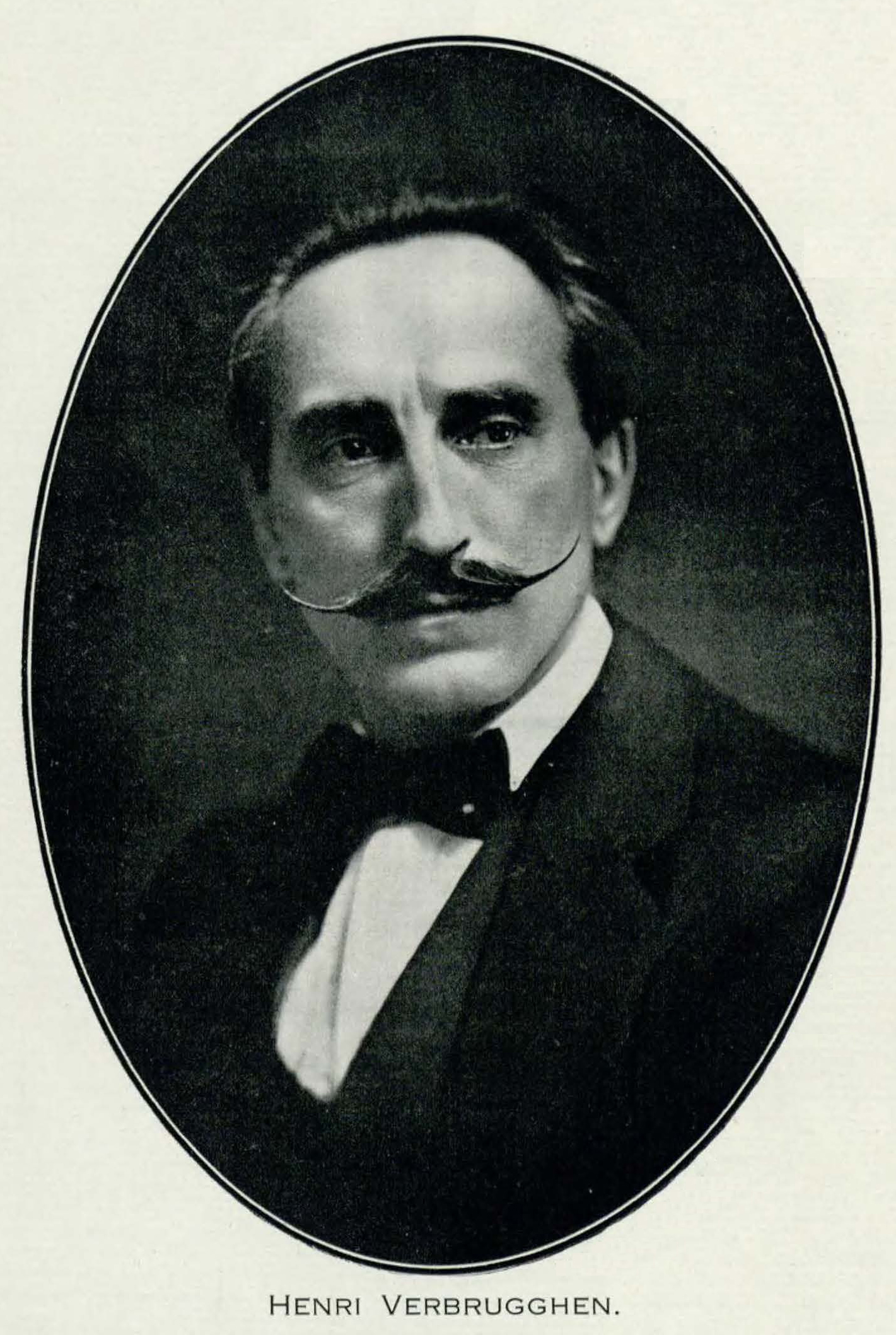
Henri Verbrugghen rond 1920

Henri Adrien Marie Verbrugghen (Schaarbeek, 1 augustus 1873 - Northfield (Minnesota), 12 november 1934) was een Belgisch musicus die orkesten dirigeerde in Engeland, Schotland, Australië, en de Verenigde Staten.
Hij was zoon van Elisabeth Françoise De Rode en textielfabrikant (fabricant de tissus) Henri Joseph Verbrugghen. Verbrugghen trad voor het eerst op als violist als achtjarige, en werd een succesvolle student aan het Conservatorium van Brussel bij Jenő Hubay en Eugène Ysaÿe, waar hij verschillende prijzen won. Hij bezocht Engeland met Ysaÿe in 1888, en vestigde zich in 1893 in Schotland als lid van het Schots Orkest. Tijdens die zomer leidde hij het orkest in Llandudno bij Jules Riviere. Hij werd voor enige tijd lid van het Lamoureux Orkest te Parijs en was adjunct-dirigent voor drie jaren bij Llandudno. Verder was hij muzikaal directeur voor vier jaren bij Colwyn Bay, waarna hij terugkeerde naar het Schots orkest.
In 1902 werd hij hoofd en adjunct-directeur onder Frederic Cowen, en leidde tijdens het promenadeseizoen het orkest van Queen's Hall voor drie jaren.
In 1907 was hij solist in de eerste voorstelling in Engeland van het Vioolconcerto in D mineur van Jean Sibelius.
Hij werd vioolprofessor aan het atheneum van Glasgow, en volgde Dr. Coward in 1911 op als dirigent van de Glasgow Choral Union. In april 1914 bouwde hij verder aan zijn reputatie toen een Beethovenfestival in Londen werd georganiseerd. Volgens The Musical Times dirigeerde Verbrugghen "tijdens het festival met inzicht en meesterlijke bekwaamheid" (The Musical Times, 1 June 1914, p. 399). In 1915 werd hij benoemd tot hoofd van het Conservatorium van New South Wales.
Toen Verbrugghen aankwam in Sydney vond hij dat het conservatorium meer volgens 'continentale modellen' moest werken. Hij stichtte het Verbrugghen Strijkerskwartet. Verbrugghen beïnvloedde het muzikale leven in Sydney erg sterk voor zes jaar, maar zijn orkest leidde verlies en werd in 1921 opgeheven. Vanwege gezondheidsredenen verhuisde hij naar de Verenigde Staten.
In 1922 werd hij gastdirigent voor het Minneapolis Symphony Orchestra, en werd door zijn grote succes vast aangesteld als dirigent. In 1928 werd hij verkozen tot erelid van de fraterniteit Phi Mu Alpha Sinfonia, de Amerikaanse fraterniteit voor mannen in de muzieksector. In 1931 kreeg hij een inzinking tijdens een repetitie, en is nooit meer volledig genezen. Hij werd voorzitter van het muziekdepartement aan Carleton College, Northfield, Minnesota. Hij overleed in het Carleton College Hospital, nadat hij enkele dagen eerder een infarct te verduren kreeg.
Canberra vernoemde in de buitenwijk Melba een straat naar hem in een buurt waarin meerdere straten vernoemd zijn naar belangrijke personen binnen de Australische muziek (Verbrugghen Street). De Verbrugghen Hall in het Sydney Conservatorium of Music in Sydney is ook naar hem vernoemd.
- Australian Dictionary of Biography: verbrugghen-henri-adrien-marie-8913
- Gemeinsame Normdatei: 1081387785
- International Standard Name Identifier: 0000 0000 5467 5071
- Library of Congress Control Number: nr99019046
- MusicBrainz: 7c2e110b-4e45-4c63-b88f-fb9311dbd9e6
- Trove: 1462586
- Virtual International Authority File: 49148836
- WorldCat: E39PBJyRDfXGJGQMhK6gwtt3Qq